# Dio-diszkográfia
Az amerikai Dio heavy metal együttes diszkográfiája 10 stúdióalbumból, 5 koncertalbumból,
7 válogatásalbumból, 1 középlemezből, 17 kislemezből és 6 videóból áll. A zenekar 5 videóklipet is készített.

## Stúdióalbumok
| Év                                            | Album címe | Helyezések | Helyezések | Helyezések | Helyezések | Helyezések | Helyezések | Helyezések | Helyezések | Eladási minősítések     |
| Év                                            | Album címe | USA        | AUT        | FIN        | SWE        | SWI        | GBR        | USA Ind.   | GER        | Eladási minősítések     |
| --------------------------------------------- | --- | ---------- | ---------- | ---------- | ---------- | ---------- | ---------- | ---------- | ---------- | ----------------------- |
| 1983                                          | Holy Diver - Megjelent: 1983. május 25. - Kiadó: Warner Bros. Records, Vertigo, Rock Candy Records - Formátum: CD, LP, CS | 56         | —          | —          | 18         | —          | 13         | —          | —          | USA: Platina GBR: Ezüst |
| 1984                                          | The Last in Line - Megjelent: 1984. július 13. - Kiadó: Vertigo - Formátum: CD, LP, CS                                    | 23         | —          | —          | 6          | —          | 4          | —          | —          | USA: Platina GBR: Ezüst |
| 1985                                          | Sacred Heart - Megjelent: 1985. augusztus - Kiadó: Warner Bros., Vertigo - Formátum: CD, LP, CS                           | 29         | 13         | 6          | 6          | 14         | 4          | —          | —          | USA: Arany              |
| 1987                                          | Dream Evil - Megjelent: 1987. július 21. - Kiadó: Warner Bros. - Formátum: CD, LP, CS                                     | 43         | 15         | —          | 4          | 13         | 8          | —          | —          |                         |
| 1990                                          | Lock up the Wolves - Megjelent: 1990. május 15. - Kiadó: Reprise Records - Formátum: CD, LP                               | 61         | —          | —          | 23         | 25         | 28         | —          | —          |                         |
| 1993                                          | Strange Highways - Megjelent: 1993. október 25. - Kiadó: Reprise Records - Formátum: CD, LP, CS                           | 142        | —          | —          | —          | —          | —          | —          | 79         |                         |
| 1996                                          | Angry Machines - Megjelent: 1996. október 15. - Kiadó: Mayhem - Formátum: CD, LP, CS                                      | —          | —          | —          | —          | —          | —          | —          | —          |                         |
| 2000                                          | Magica - Megjelent: 2000. március 21. - Kiadó: Spitfire Records - Formátum: CD, LP, CS                                    | —          | —          | 26         | 52         | —          | —          | 13         | 40         |                         |
| 2002                                          | Killing the Dragon - Megjelent: 2002. május 21. - Kiadó: Spitfire Records - Formátum: CD, LP, CS                          | 199        | 70         | 28         | 24         | —          | 194        | 18         | 30         |                         |
| 2004                                          | Master of the Moon - Megjelent: 2004. szeptember 7. - Kiadó: Sanctuary Records, SPV Records - Formátum: CD, LP, CS        | —          | —          | 16         | 35         | —          | 159        | 7          | 62         |                         |
| a "—" a helyezést el nem ért albumokat jelöli | |            |            |            |            |            |            |            |            |                         |

## Koncertalbumok
| Év                                            | Album címe | Helyezések | Helyezések | Helyezések              | Helyezések |
| Év                                            | Album címe | USA        | FIN        | GBR                     | GRE        |
| --------------------------------------------- | --- | ---------- | ---------- | ----------------------- | ---------- |
| 1986                                          | Intermission - Megjelent: 1986. június - Kiadó: Warner Bros. , Vertigo - Formátum: LP                                 | 70         | —          | 22                      | —          |
| 1998                                          | Inferno: Last in Live - Megjelent: 1998. február 24. - Kiadó: Mayhem - Formátum: CD, LP                               | —          | 40         | —                       | —          |
| 2005                                          | Evil or Divine – Live in New York City - Megjelent: 2005. február 22. - Kiadó: Spitfire Records - Formátum: CD        | —          | —          | —                       | 33         |
| 2006                                          | Holy Diver – Live - Megjelent: 2006. április 17. - Kiadó: Eagle Records - Formátum: CD                                | —          | —          | 174                     | —          |
| 2010                                          | Dio at Donington UK: Live 1983 & 1987 - Megjelent: 2010. november 9. - Kiadó: Niji Entertainment Group - Formátum: CD | 98         |            | 12 (Rock & Metal Chart) |            |
| a "—" a helyezést el nem ért albumokat jelöli | |            |            |                         |            |

## Válogatásalbumok
| Év   | Album címe                                                                                                 | Eladási minősítések |
| ---- | --- | ------------------- |
| 1992 | Diamonds – The Best of Dio - Megjelent: 1992. március - Kiadó: Vertigo - Formátum: CD, LP                  | –                   |
| 1998 | Anthology - Megjelent: 1998. június 30. - Kiadó: Connoisseur - Formátum: CD                                | –                   |
| 1999 | Master Series - Megjelent: 1999. október 1. - Kiadó: Vertigo - Formátum: CD                                | –                   |
| 2000 | The Very Beast of Dio - Megjelent: 2000. október - Kiadó: Warner Bros., Rhino Entertainment - Formátum: CD | USA: Arany          |
| 2001 | Anthology Volume Two - Megjelent: 2001. február 19. - Kiadó: Connoisseur - Formátum: CD                    | –                   |
| 2003 | Dio Anthology: Stand Up and Shout - Megjelent: 2003. május 27. - Kiadó: Warner Bros., Rhino - Formátum: CD | –                   |
| 2003 | The Collection - Megjelent: 2003. november 3. - Kiadó: Universal Records, Spectrum - Formátum: CD          | –                   |

## Középlemez
| Év   | Album címe                                                            |
| ---- | --------------------------------------------------------------------- |
| 1986 | The Dio E.P. - Megjelent: 1986. május - Kiadó: Vertigo - Formátum: LP |

## Kislemezek
| Év                                               | Kislemez címe                 | Helyezések | Helyezések | Album                 |
| Év                                               | Kislemez címe                 | USA        | GBR        | Album                 |
| ------------------------------------------------ | ----------------------------- | ---------- | ---------- | --------------------- |
| 1983                                             | Holy Diver                    | 40         | 72         | Holy Diver            |
| 1983                                             | Rainbow in the Dark           | 14         | 46         | Holy Diver            |
| 1984                                             | The Last in Line              | 10         | —          | The Last in Line      |
| 1984                                             | We Rock                       | —          | 42         | The Last in Line      |
| 1984                                             | Mystery                       | 20         | 34         | The Last in Line      |
| 1985                                             | Rock 'n' Roll Children        | 26         | 26         | Sacred Heart          |
| 1985                                             | Hungry for Heaven             | 30         | 72         | Sacred Heart          |
| 1985                                             | Dio Live                      | —          | —          | nem szerepelt albumon |
| 1986                                             | King of Rock and Roll         | —          | —          | Sacred Heart          |
| 1986                                             | Hungry for Heaven (új kiadás) | —          | 56         | Sacred Heart          |
| 1987                                             | I Could Have Been a Dreamer   | 33         | 69         | Dream Evil            |
| 1987                                             | All the Fools Sailed Away     | —          | —          | Dream Evil            |
| 1990                                             | Hey Angel                     | —          | 94         | Lock Up the Wolves    |
| 1990                                             | Born on the Sun               | —          | —          | Lock Up the Wolves    |
| 1993                                             | Evilution                     | —          | —          | Strange Highways      |
| 1993                                             | Jesus, Mary & the Holy Ghost  | —          | —          | Strange Highways      |
| 2010                                             | Electra                       | —          | —          | Magica II & III       |
| a "—" a helyezést el nem ért kislemezeket jelöli |                               |            |            |                       |

## Videók
| Év   | Video címe                                                                                            | RIAA minősítés |
| ---- | --- | -------------- |
| 1984 | A Special from the Spectrum - Megjelent: 1984 - Kiadó: Warner - Formátum: VHS                         | Arany          |
| 1986 | Sacred Heart "The Video" - Megjelent: 1986 - Kiadó: Warner - Formátum: VHS                            | –              |
| 1990 | Time Machine - Megjelent: 1990. július 1. - Kiadó: Warner, Polygram - Formátum: VHS                   | –              |
| 2003 | Evil or Divine – Live in New York City - Megjelent: 2003. július 1. - Kiadó: Spitfire - Formátum: DVD | –              |
| 2004 | Sacred Heart "The DVD" - Megjelent: 2004. március 23. - Kiadó: Warner - Formátum: DVD                 | –              |
| 2005 | We Rock - Megjelent: 2005. október 3. - Kiadó: Warner - Formátum: DVD                                 | –              |
| 2006 | Holy Diver – Live - Megjelent: 2006. április 17. - Kiadó: Eagle - Formátum: DVD                       | –              |

## Videóklipek
- Holy Diver
- Rock 'n' Roll Children
- Wild One
- The Last in Line
- Push